# Shell de Internet Explorer
La expresión shell de Internet Explorer (o mod de Internet Explorer y skin de Internet Explorer) se refiere a aquellos programas (navegadores web o de otro tipo) que utilizan Trident, el motor de renderizado de Internet Explorer para Microsoft Windows. Esto significa que funcionan simplemente como interfaces de Internet Explorer y comparten las características más básicas.

## Características adicionales
Este tipo de navegadores suelen agregar funcionalidades inexistentes en Internet Explorer, especialmente en su versión 6. Tales funcionalidades incluyen el bloqueo de ventanas emergentes y soporte para navegación por pestañas.
Por ejemplo, MSN Explorer puede considerarse un shell de Internet Explorer, ya que es esencialmente una expansión de IE con funcionalidad agregada relacionada con MSN.

## Navegadores web
Algunos navegadores basados en Trident son:
- AOL Explorer[1] (descontinuado)
- Avant Browser[2]
- Deepnet Explorer (descontinuado)
- GreenBrowser (descontinuado)
- IE Tab
- Lunascape
- Maxthon[3] (anteriormente MyIE2)[2]
- MSN Explorer
- NeoPlanet (descontinuado)
- NetCaptor[2] (descontinuado)
- Netscape Browser 8.x[4] (descontinuado)
- Sleipnir
- SlimBrowser
- Tencent Traveler (desarrollado por Tencent)
- UltraBrowser (descontinuado)
- WebbIE

## Shells que no son navegadores web
Otras aplicaciones informáticas que no son presentadas como navegadores web utilizan el motor de renderizado para proveer de un navegador web con funcionalidades limitadas dentro de sus interfaces. En este tipo de programas se incluyen Quicken y QuickBooks de Intui inc., Winamp y RealPlayer.
El explorador de Windows en Microsoft Windows, que funciona por defecto como shell del sistema operativo proveyendo de acceso al sistema de archivos, también utiliza componentes de Internet Explorer. Por ejemplo, la vista de carpetas en el explorador de Windows XP aprovecha el soporte para DHTML en Internet Explorer; en esencia se muestran como pequeñas páginas web. Active Desktop es otro ejemplo.
Trident también es utilizado en los clientes de correo electrónico Microsoft Outlook y Outlook Express para mostrar aquellos mensajes que incluyen código HTML.

## Seguridad
Aunque estos programas pueden modificar la interfaz de Internet Explorer, no pueden modificar su motor de renderizado, por lo tanto mantienen los agujeros de seguridad y problemas de visualización inherentes a Trident.